# عشق و آگوستین قدیس
عشق و آگوستین قدیس (به آلمانی: 'Der Liebesbegriff bei Augustin. Versuch einer philosophischen Interpretation') دربارۀ مفهوم عشق در اندیشۀ آگوستین قدیس عنوان رسالۀ دکتری هانا آرنت در سال ۱۹۲۹ بود. ترجمه‌ای انگلیسی از این اثر که خود آرنت آن را بازنگری کرده است پس از مرگ او در سال ۱۹۹۶ منتشر شد.
این اثر تحت تأثیر دو تن از اساتید آرنت، مارتین هایدگر و کارل یاسپرس، به سه مفهوم عشق در آثار آگوستین قدیس می‌پردازد. این مفاهیم در سایر آثاری نیز که آرنت بعدها نوشت مطرح می‌شوند. از میان اینها عبارت amor mundi (عشق به دنیا) از اصطلاحات رایج در آثار آرنت است که در سرتاسر آثار او به چشم می‌خورد.
از جملۀ دیگر درون‌مایه‌های این کتاب که در آثار بعدی آرنت نیز اهمیت کلیدی داشته‌اند مفهوم زادگی است: زادگی وضع وجود انسانی است و در رشد فرد نقش دارد.

## تاریخچه
عشق و آگوستین قدیس عنوان رسالۀ دکتری آرنت در دانشگاه هایدلبرگ در سال ۱۹۲۹ بود. وقتی برای نخستین بار در برلین منتشر شد، انتقاداتی را عمدتاً از سوی آگوستین‌پژوهان برانگیخت. هرچند ترجمۀ انگلیسی این اثر را ئی. بی. اشتن آماده کرده بود، آرنت نمی‌خواست این اثر بدون بازنگری و اضافات جدید خودش منتشر شود. هرچند آرنت دست‌نوشته‌های انگلیسی متعددی از این کتاب تهیه کرد، نهایتاً این کار را رها کرد و این اثر در سال ۱۹۹۶، سال‌ها پس از مرگ او، به انگلیسی انتشار یافت.

## ساختار
آرنت در این اثر رویکردهای هایدگر و یاسپرس را، دو تن از تأثیرگذارترین اساتیدش، با هم تلفیق می‌کند. تفسیر آرنت از عشق در آثار آگوستین قدیس با سه مفهوم سروکار دارد: عشق به مثابۀ اشتیاق یا میل (Amor qua appetitus)، عشق در رابطۀ میان انسان (یا مخلوق) و خالق (Creator - Creatura)، و عشق به همسایه (Dilectio proximi). کتاب سه بخش دارد و هر بخش به یکی از این مفاهیم می‌پردازد. عشق به منزلۀ اشتیاق انتظار آینده را می‌کشد، در حالی که عشق به خالق با گذشتۀ به‌یادمانده سروکار دارد. از این سه، عشق به همسایه یا عشق نیک‌خواهانه یا کاریتاس (caritas) سه نام برای عشق دارد: آمور (amor)، دیلکتیو (dilectio) و کاریتاس (caritas). از میان اینها کاریتاس از همه بنیادی‌تر است و دو نوع دیگر عشق به آن معطوفند. آرنت کاریتاس یا عشق به همسایه را حیات اجتماعی تلقی می‌کند که دومین قاعدۀ زرین است: "باید به همسایه‌ات چنان عشق بورزی که به خودت عشق می‌ورزی". تأثیر آگوستین بر آرنت تا پایان عمر او پابرجا بود.

## ترجمۀ فارسی
دو ترجمه از این اثر به فارسی منتشر شده است:
- عشق و آگوستین قدیس، ترجمۀ مریم خدادادی، تهران: نشر بیدگل، ۱۴۰۰.
- محبت و آگوستین قدیس، ترجمۀ فرهنگ رجایی، تهران: نشر پارسه، ۱۴۰۰.